# با تو (خیلی زیبا)
با تو (خیلی زیبا) (اصلی: 너와 함께라면 (So Beautiful)) تک‌آهنگ دیجیتال ویژه از گروه پسرانۀ اهل کره جنوبی اس‌اف۹ است که در ۱۲ دسامبر ۲۰۱۶ توسط اف‌ان‌سی منتشر شد.